# Tabula Clesiana

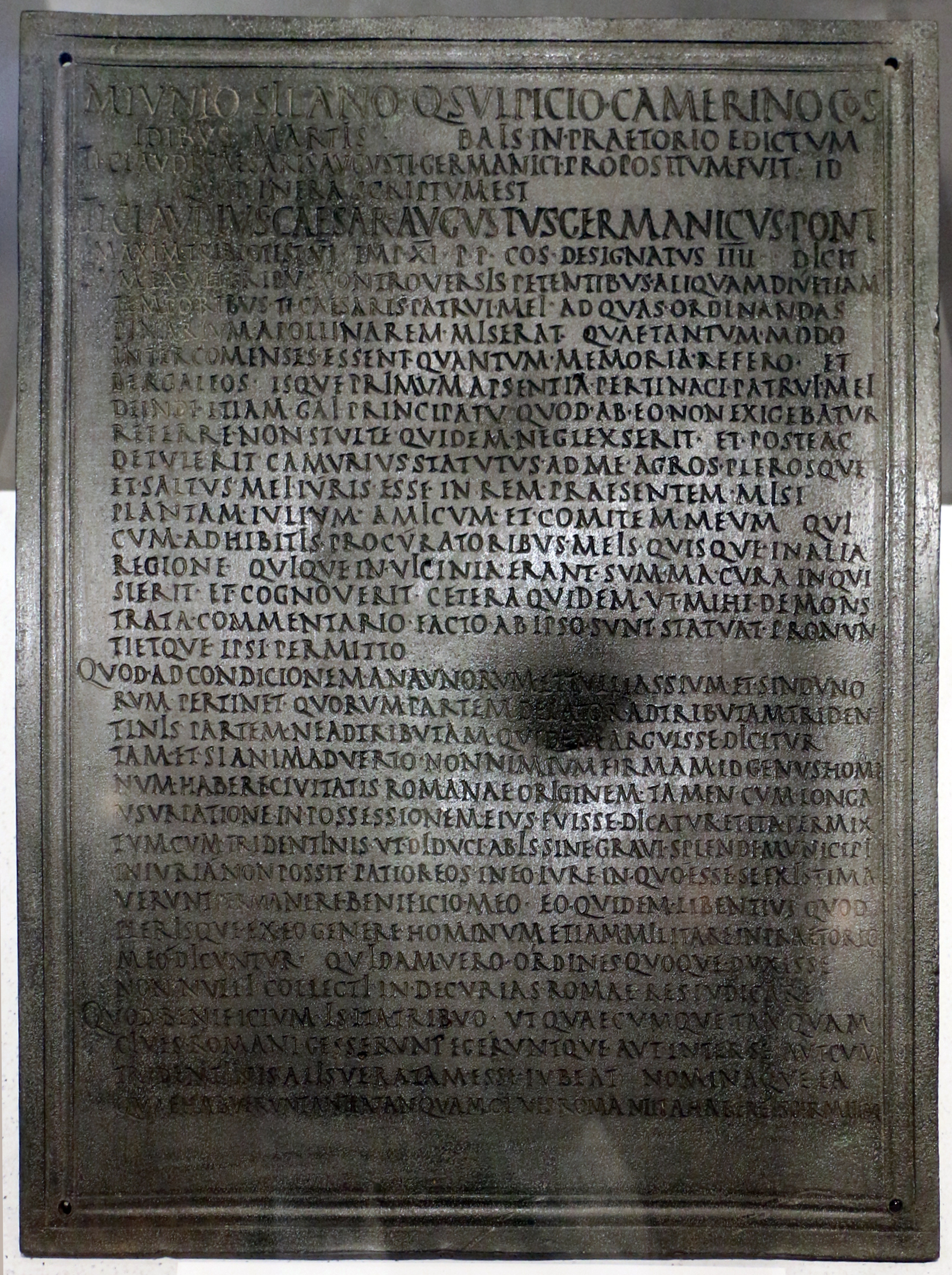
Tabula Clesiana.

La Tabula Clesiana est un document épigraphique retrouvé à Cles, près de Trente en Italie, et conservant le texte d'un édit de l'empereur Claude au sujet de la citoyenneté romaine des habitants de la région.

## Découverte
La tabula Clesiana a été découverte en 1869 à Cles, près de Trente. son texte a été répertorié et analysé par l'archélogue allemand Theodor Mommsen. Le texte transcrivait un édit pris par Claude en 46 à Baïes. Elle est conservée depuis au musée du Castello del Buonconsiglio de Trente.

## Contexte historique
La cité de Trente avait sous sa dépendance, dans le cadre de l'attribution (attributio), un certain nombre de petits peuples alpins comme les Anauni. À la différence des habitants de la cité de Trente, ces peuples alpins n'avaient pas reçu la citoyenneté romaine lors de l'intégration de l'ancienne Cisalpine à l'Italie. Toutefois nombre d'entre eux avaient, de bonne ou de mauvaise foi, usurpé ce titre, allant jusqu'à devenir prétorien, ou juge à Rome. Ils s'étaient aussi étroitement liés aux citoyens de Trente. La révélation de cette usurpation de la citoyenneté sur une vaste échelle posa un problème délicat aux empereurs qui devaient veiller sur la dignité de la citoyenneté et le respect du droit. En effet, revenir sur cette citoyenneté sans base juridique aurait nécessairement annulé tous les liens passés entre les usurpateurs et les vrais citoyens, car les usurpateurs n'avaient ni le droit de contracter des mariages légitimes (conubium) ni de passer des transactions légitimes (commercium). 
Tout l'équilibre politique et social de Trente en aurait été bouleversé. Invoquant le bien de la cité, Claude fit le choix de régulariser la citoyenneté des peuples alpins attribués à Trente.